# مستحية
المُسْتَحِيَة أو المِمُوزة من (الاسم العلمي: Mimosa) جنس يتكون من 400 نوع من الأعشاب والشجيرات من فصيلة البقول (Fabaceae). ويشتق الاسم العلمي من المصطلح كلمة اليوناني μιμος (ميموز)، وتعني «مُقلد».
ويوجد نوعان بارزان في هذا الجنس[بحاجة لمصدر]. الأول هو حساسة، وسُمِّيت بذلك نظرًا إلى الطريقة التي تنطوي بها أوراقها حينما تلمس أو تعرض للحرارة. وموطنها الأصلي هو جنوب أمريكا الوسطى وأمريكا الجنوبية، ولكنها تزرع على نطاق واسع في أماكن أخرى نظرًا لقيمتها اللافتة، سواء لتكون نباتاً منزلياً في المناطق ذات المناخ المعتدل، أو في الهواء الطلق في المدار الاستوائي. وقد أدت زراعتها في الهواء الطلق إلى ظهور نوع مجتاح من الأعشاب في بعض المناطق، وخاصة هَوَاي. أما النوع الثاني، فهو مستحية نحيلة الأوراق (Mimosa tenuiflora) التي تشتهر جدًا باستخدامها في شراب أياهواسكا الشاماني المخمر، وذلك بسبب عقار DMT المخدر.الموجود في لحاء جذرها.

## التصنيف
لقد اشتهرت الـمستحية بكونها ملتوية، حيث مرت بفترات التقسيم والتجميع، حتى جمعت أخيرًا أكثر من 3000 اسم، تم إطلاق العديد منها كمرادفات على أنواع أخرى أو تم نقلها إلى أجناسٍ أخرى. وقد أُطلق اسم «مستحية» أيضًا على العديد من الأنواع الأخرى ذات الصلة والتي يكون بها أوراق ذات ريش أو ريش مضاعف مماثل للمستحية، ولكن تم تصنيفها في أجناسٍ أخرى، أغلبها عامةً ألبيزيا زهرة الحرير وطلح ديلباتا (تعريشة).

## الوصف
وتُعتبر نباتات ذلك الجنس من بين النباتات القليلة القادرة على القيام بـالحركة السريعة؛ وتشمل الأمثلة، خارج الـمستحية، نبات التلغراف وخناق الذباب. وتغلق أوراق النبات سريعًا فور لمسها. هناك بعض الأوراق تفتح أوراقها نهارًا وتغلقها ليلًا، وقد قدمت التجارب التي قام بها جاك دورتوو (Jacques d'Ortous) حول نباتات المستحية في 1729 أول دليل على وجود الساعة البيولوجية. ويمكن تمييز الـمستحية عن الأجناس الكبيرة ذات الصلة، الـطلح وألبيزيا، ويرجع ذلك لأن أزهارها تحتوي على عشر أسدية أو أقل. لاحظ أن ما يبدو، نباتيًا، كزهرة واحدة مكوَّرة هو في الحقيقة مجموعة من الوحدات الكثيرة. وتحتوي المستحية على قدرٍ من حمض الهبتانويك.

## الأنواع
من أنواعها:
- حساسة

## معرض الصور
- أوراق الحساسة وهي تغلق عند لمسها

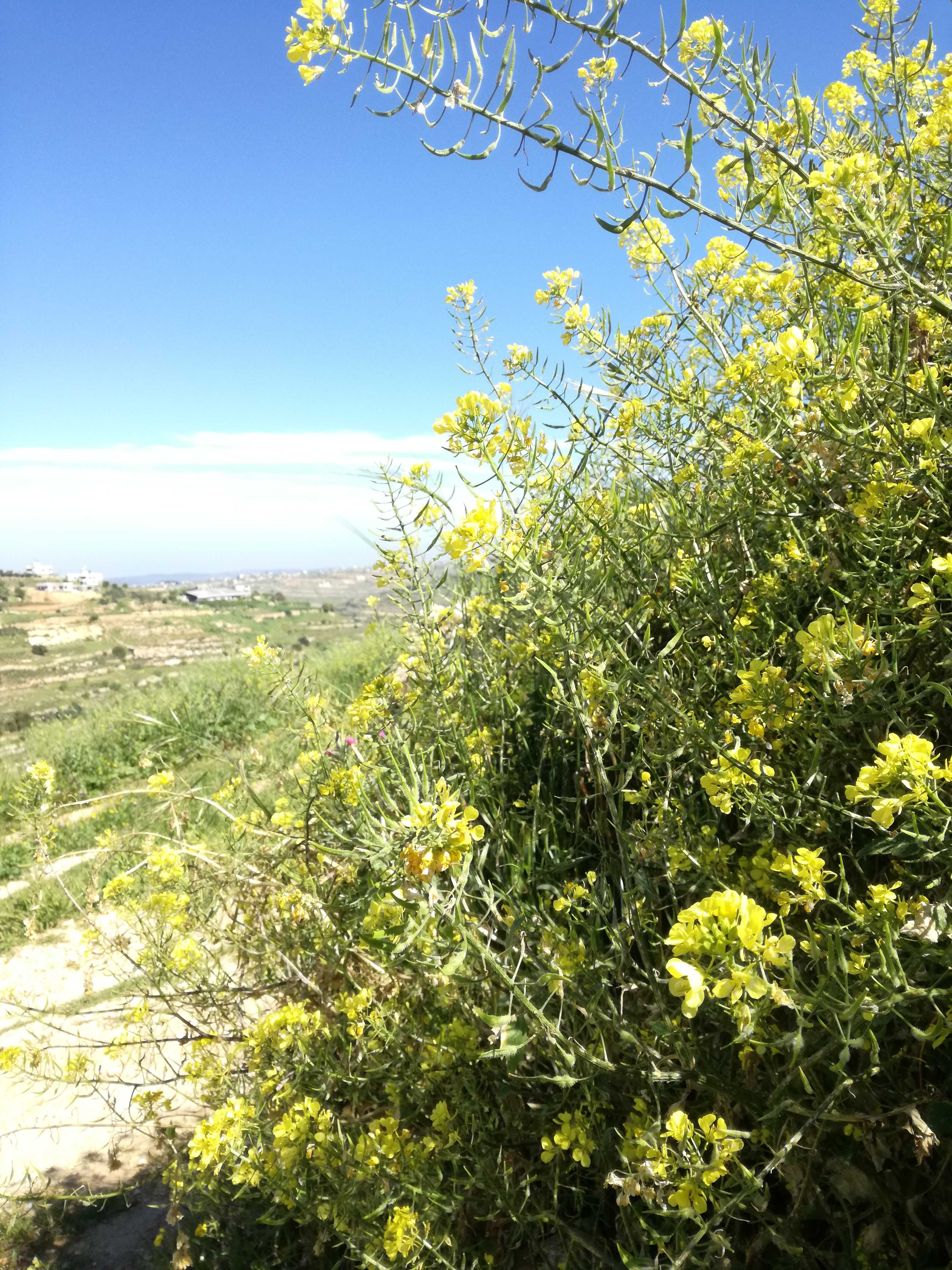
المستحية في فلسطين
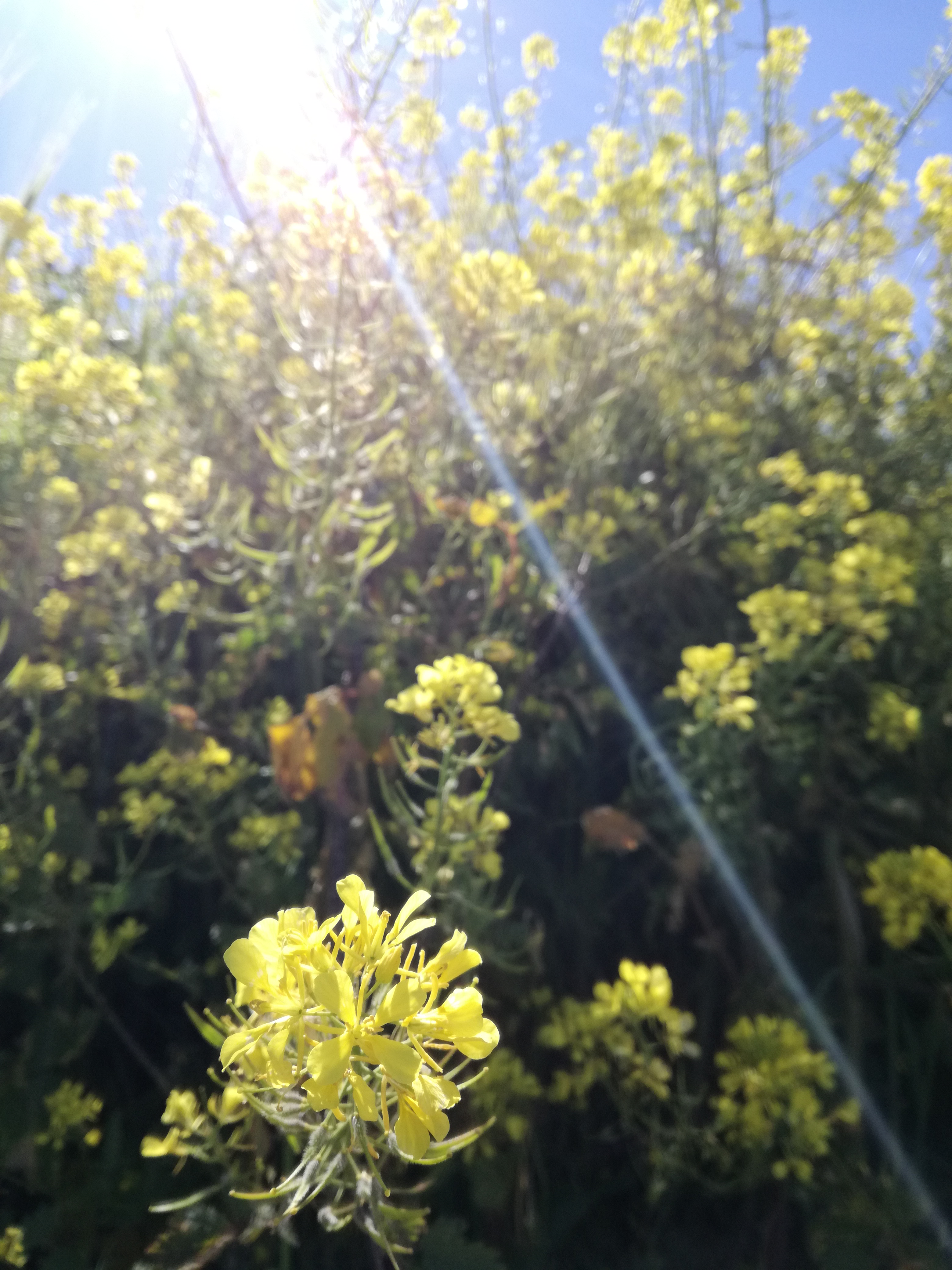
المستحية في فلسطين
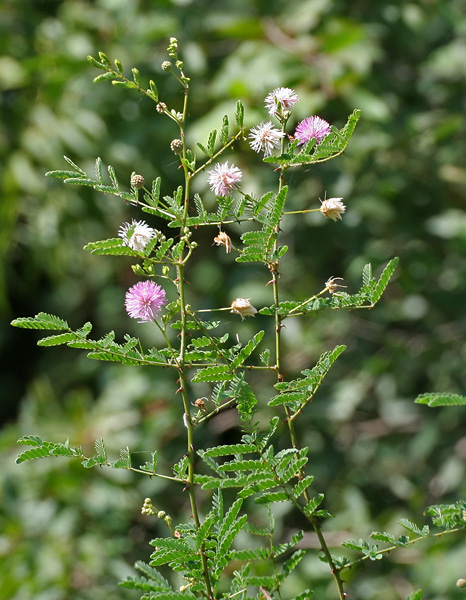
(Mimosa hamanta) في حيدرأباد، في الهند.
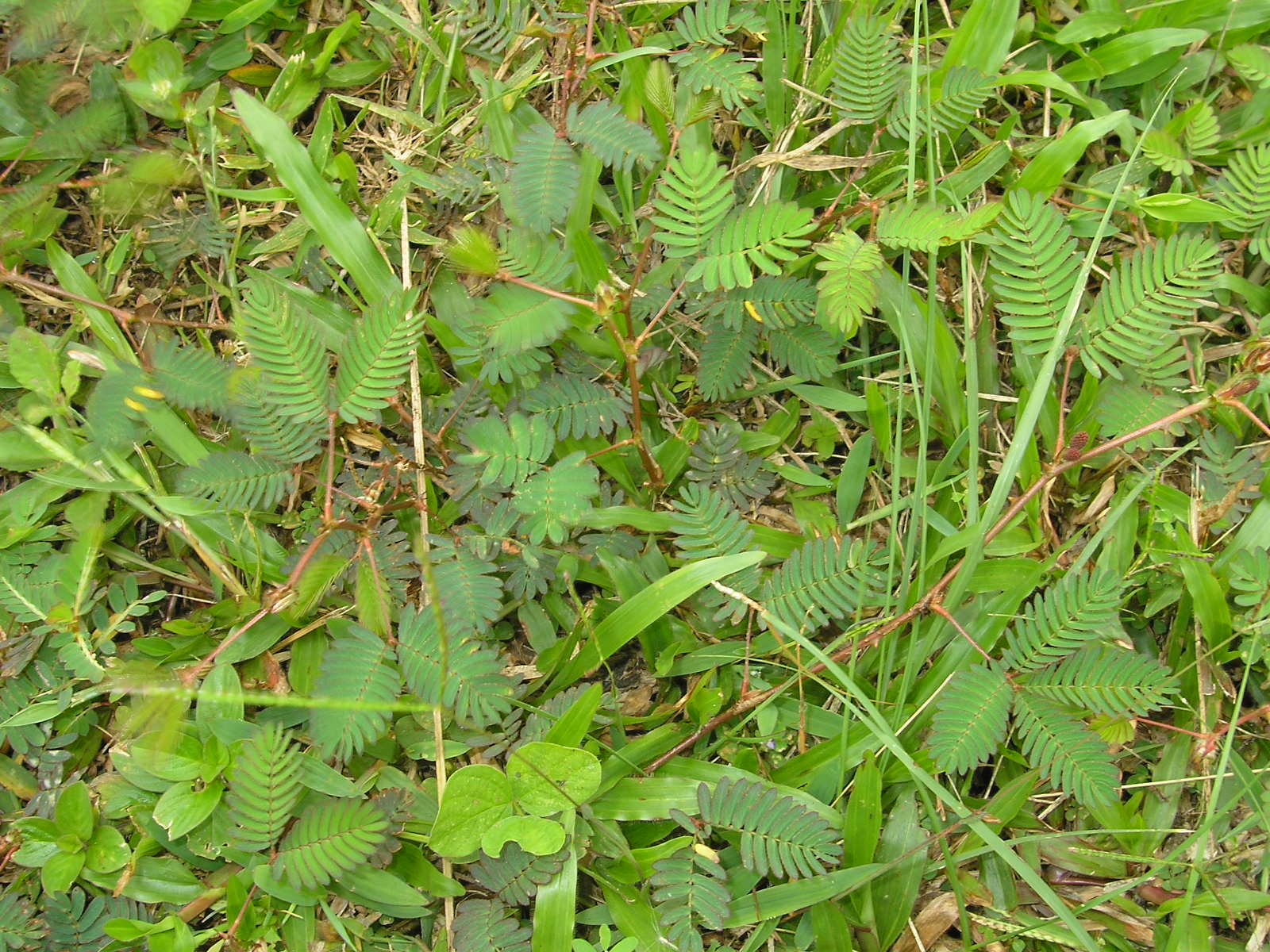
المستحية قبل لمسها
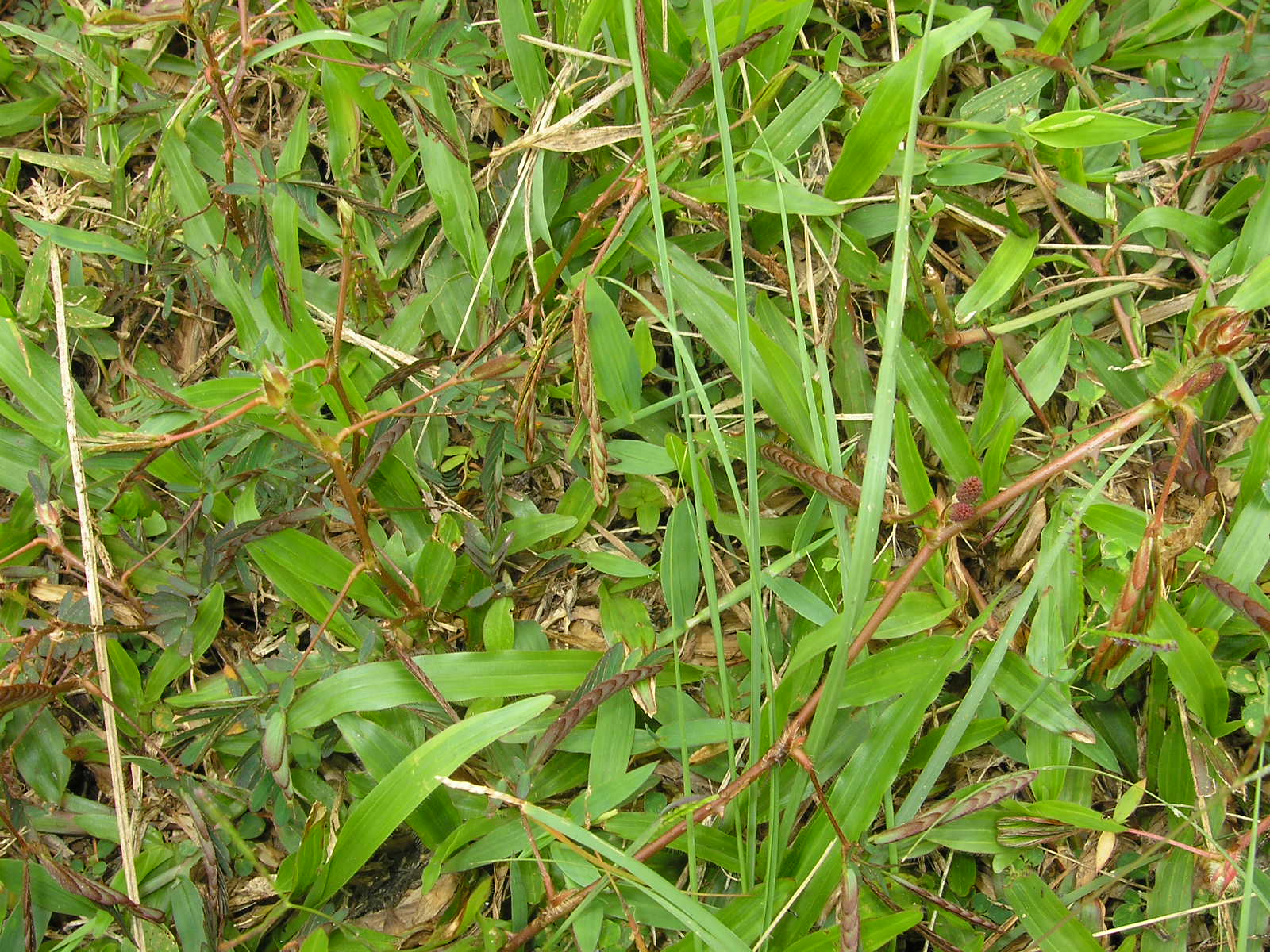
المستحية وهي مغلقة الأوراق فور لمسه

## روابط خارجية
- [<a href="http://www.mimosa-pudica.de/e_index.html">http://www.mimosa-pudica.de/e_index.html نسخة محفوظة 22 أبريل 2015 على موقع واي باك مشين.</a> Mimosa-pudica.de]
- [<a href="http://plantsinmotion.bio.indiana.edu/plantmotion/movements/nastic/mimosa/mimosa.html">http://plantsinmotion.bio.indiana.edu/plantmotion/movements/nastic/mimosa/mimosa.html نسخة محفوظة 10 ديسمبر 2008 على موقع واي باك مشين.</a> Two small videos showing the plant folding its leaves]